# Uvedale Price
Uvedale Price, 1er baronnet (baptisé le 14 avril 1747 – 14 septembre 1829), auteur de l'Essai sur le pittoresque, comparé au sublime et au beau (1794), est un propriétaire foncier du Herefordshire qui est au cœur du débat du « Pittoresque » des années 1790.

## Biographie

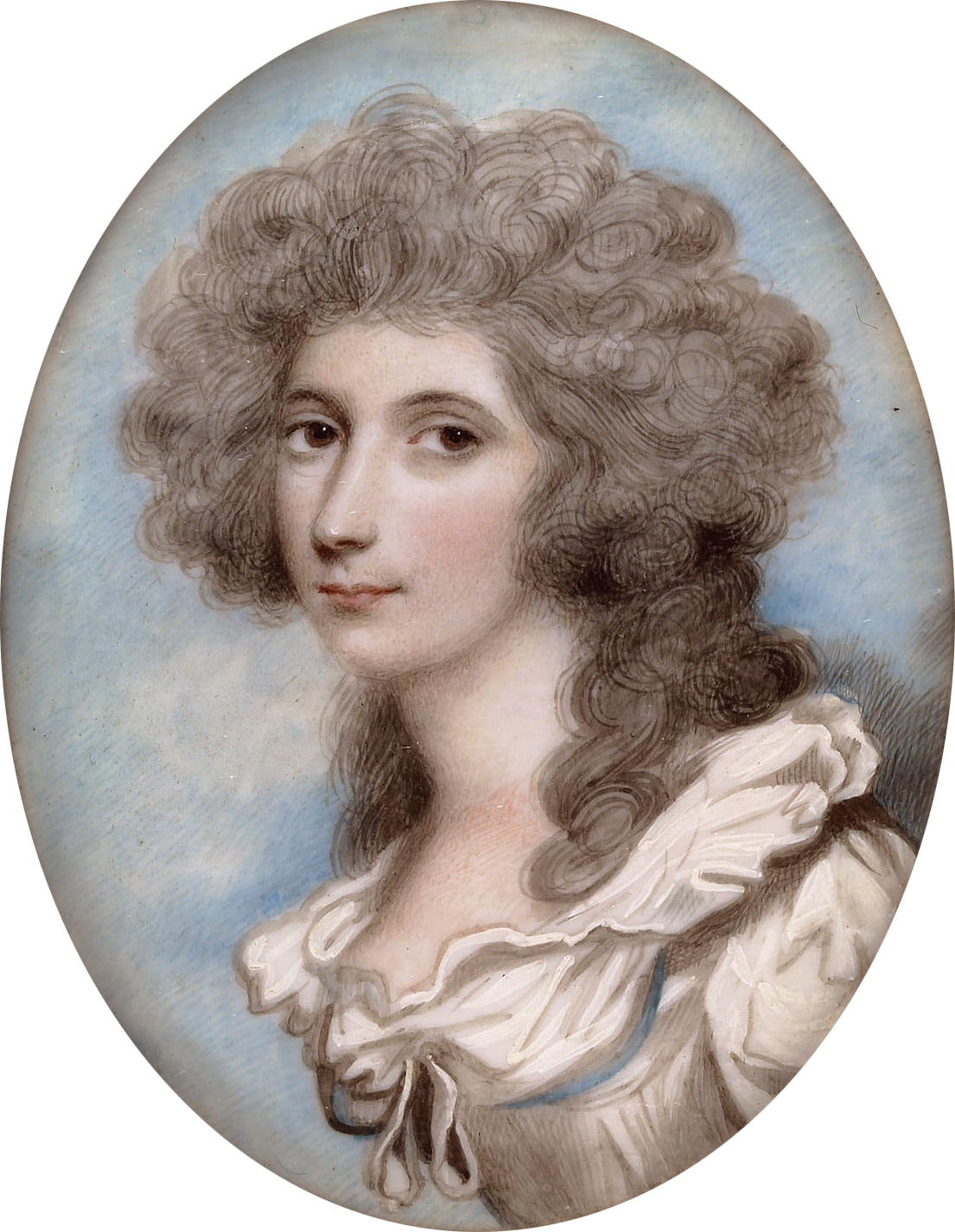
Caroline Price (Andrew Plimer)

Uvedale Price est le fils aîné de Robert Price, un artiste amateur, et de son épouse Sarah Barrington, fille de John Shute Barrington, 1er vicomte Barrington. Formé à Eton et à Christ Church, Oxford, Price hérite du domaine familial de Foxley (à Yazor dans le Herefordshire) à sa majorité en 1768, quelques années après la mort de son père en 1761 et de son grand-père (Uvedale Tomkins Price) en 1764. Dans sa jeunesse, Price est une figure de la scène sociale londonienne et est autrefois décrit comme le « macaroni de son âge », mais avec son héritage et son mariage avec Caroline Carpenter, la plus jeune fille de George Carpenter, 1er comte de Tyrconnel, il s'installe à Foxley pour s'occuper du domaine et développer ses théories sur le paysage, ainsi que des travaux tout aussi controversés sur la prononciation des langues classiques. Il sert comme haut shérif du Herefordshire en 1793 et est créé baronnet le 12 février 1828.
Au cours de sa vie, Price se lie d'amitié avec George Beaumont et son épouse Margaret Beaumont, avec qui il a beaucoup correspondu. Il est également un ami de toujours de l'homme d'État Charles James Fox, ainsi qu'une connaissance de William Wordsworth et, plus tard, un correspondant d'Elizabeth Barrett Browning. Il meurt en 1829 à l'âge de 82 ans, après avoir enfin imprimé son ouvrage sur la prononciation grecque et latine. Son fils unique, Robert, lui succède en tant que 2e (et dernier) baronnet.

## La théorie du pittoresque et du paysage
Price développe ses idées avec son proche voisin Richard Payne Knight, dont le poème « The Landscape » est publié la même année que l'Essai de Price décrivant ses théories sur « Le Pittoresque » en tant que mode de paysage.
Cependant, bien avant l'Essai de Price ou le poème de Knight, le terme pittoresque est utilisé au début du XVIIIe siècle en France pour désigner une propriété d'être « à la manière d'un peintre ». Pope, dans sa « Lettre à Caryll », introduit le mot en anglais comme « pittoresque » en 1712. Le terme est utilisé par divers auteurs anglais tout au long du XVIIIe siècle (cf. Oxford English Dictionary « pittoresque ») avant d'être décrit par Walter Bagehot dans Literary Studies (1879) comme « une qualité distincte de celle de la beauté, de la sublimité ou de la grandeur ».
Pour Price, le Pittoresque est plus spécifiquement défini comme se situant entre le Beau et le Sublime. Dans la pratique, son mode d'aménagement paysager préféré consiste à conserver les vieux arbres, les sentiers défoncés et les pentes texturées, plutôt que de balayer tout cela dans le style pratiqué par Lancelot "Capability" Brown. Price conteste, par exemple, l'obsession de « The Beautiful » pour la symétrie classique et naturelle, plaidant plutôt pour une interprétation moins formelle et plus asymétrique de la nature.
Les idées de Price suscitent de nombreux débats dans les cercles artistiques et littéraires : elles sont parodiées, par exemple, par Jane Austen dans Northanger Abbey. Price réédite l'essai à plusieurs reprises, avec du matériel supplémentaire, et engage un débat public avec Humphry Repton sur l'approche de ce dernier en matière d'aménagement paysager. Il se brouille également avec Payne Knight, dont les théories du paysage trahissent une attitude plus ésotérique.